# Kapa Haka
Kapa haka é uma expressão maori que significa «artes cênicas», e é usada especificamente para se referir à arte cênica do folclore maori na Nova Zelândia; uma representação artística que combina cantos, movimentos, vozes e gestos vigorosos sincronizados.
Inicialmente um 'kapa' haka referia-se a um grupo que realizava haka. A palavra kapa significa grupo ou fileira; e haka, dança. Atualmente, o Kapa Haka é amplamente praticado em escolas, colégios e instituiçoes estatais como, por exemplo, a Marinha Real da Nova Zelândia. Os grupos das escolas primárias competem cada ano no Te Mana Kuratahi; os das escolas secundárias regionais de Auckland no Te Ahurea Tino Rangatiratanga; porém, o evento mais importante é o Te Matatini (que significa «múltiplas faces»), um festival de caráter nacional, que concentra milhares de artistas de todas as idades e atrai milhares de espectadores a cada dois anos.